# Scoglio Maltese
Scoglio Maltese è un'isola dell'Italia sita nel mar Ionio, in Sicilia.
Amministrativamente appartiene a Portopalo di Capo Passero, comune italiano della provincia di Siracusa.
Si trova nei pressi dello scalo Mandrie; in prossimità dello scoglio si trova una cavità sommersa, la Grotta Enfasi.